# 塞浦路斯大学
塞浦路斯大学（希臘語：Πανεπιστήμιο Κύπρου），是位于塞浦路斯尼科西亚市的一所公立大学。

## 历史
塞浦路斯大学成立于1989年，为塞浦路斯第一所大学。现有学生约3500名。主要采用希腊语授课。